# Conseil français de l'énergie
 (septembre 2024).
La mise en forme du texte ne suit pas les recommandations de Wikipédia : il faut le « wikifier ».
Les points d'amélioration suivants sont les cas les plus fréquents. Le détail des points à revoir est peut-être précisé sur la page de discussion.
- Les titres sont pré-formatés par le logiciel. Ils ne sont ni en capitales, ni en gras.
- Le texte ne doit pas être écrit en capitales (les noms de famille non plus), ni en gras, ni en italique, ni en « petit »…
- Le gras n'est utilisé que pour surligner le titre de l'article dans l'introduction, une seule fois.
- L'italique est rarement utilisé : mots en langue étrangère, titres d'œuvres, noms de bateaux, etc.
- Les citations ne sont pas en italique mais en corps de texte normal. Elles sont entourées par des guillemets français : « et ».
- Les listes à puces sont à éviter, des paragraphes rédigés étant largement préférés. Les tableaux sont à réserver à la présentation de données structurées (résultats, etc.).
- Les appels de note de bas de page (petits chiffres en exposant, introduits par l'outil «  Source ») sont à placer entre la fin de phrase et le point final[comme ça].
- Les liens internes (vers d'autres articles de Wikipédia) sont à choisir avec parcimonie. Créez des liens vers des articles approfondissant le sujet. Les termes génériques sans rapport avec le sujet sont à éviter, ainsi que les répétitions de liens vers un même terme.
- Les liens externes sont à placer uniquement dans une section « Liens externes », à la fin de l'article. Ces liens sont à choisir avec parcimonie suivant les règles définies. Si un lien sert de source à l'article, son insertion dans le texte est à faire par les notes de bas de page.
- La présentation des références doit suivre les conventions bibliographiques. Il est recommandé d'utiliser les modèles {{Ouvrage}}, {{Chapitre}}, {{Article}}, {{Lien web}} et/ou {{Bibliographie}}. Le mode d'édition visuel peut mettre en forme automatiquement les références.
- Insérer une infobox (cadre d'informations à droite) n'est pas obligatoire pour parachever la mise en page.

Pour une aide détaillée, merci de consulter Aide:Wikification.
Si vous pensez que ces points ont été résolus, vous pouvez retirer ce bandeau et améliorer la mise en forme d'un autre article.

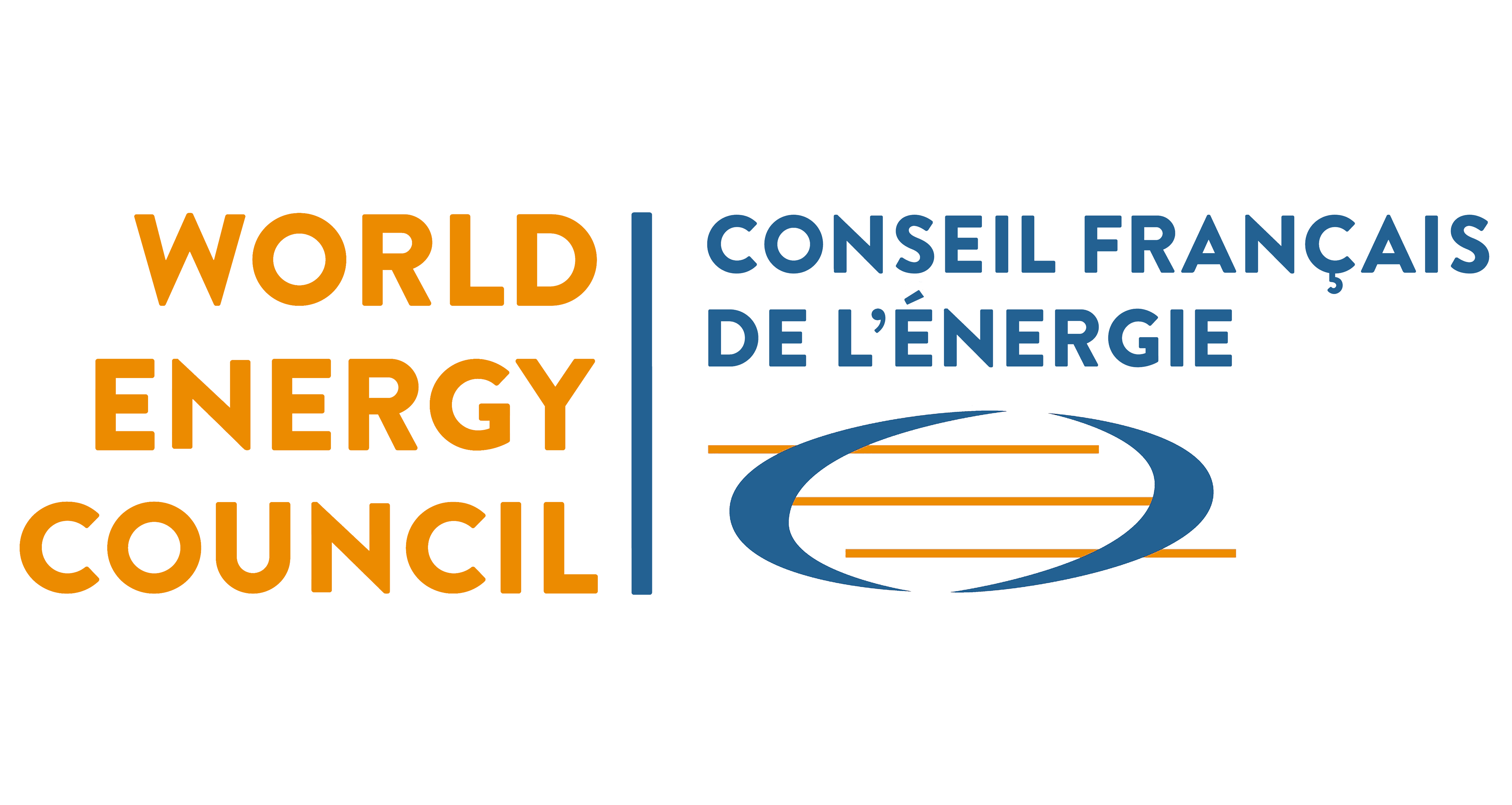

Le Conseil français de l'énergie (en anglais : World Energy Council, France) est le comité national représentant la France au sein du Conseil mondial de l'énergie (en anglais World Energy Council), une organisation internationale agréée par les Nations Unies analysant les tendances énergétiques et soutenant l'accès et le développement des énergies durables à l'échelle de la planète.
Fondé en 1923, association à but non lucratif reconnue d’utilité publique, le Conseil français de l'énergie a son siège à Paris et représente toutes énergies tant du côté de l’offre que de la demande
Il regroupe les principaux acteurs de l’énergie (industriels, académiques, organismes de recherche, administrations, fédérations professionnelles…). Parmi ses membres actuels on trouve : l’Ademe, le BRGM, le CIRED, le CEA, EDF, Engie, Électriciens Sans Frontières, la Fédération Nationale des Collectivités Concédantes et Régies, IFP Énergies Nouvelles, la société des Ingénieurs et Scientifiques de France, TotalEnergies, le Centre de géopolitique de l’énergie et des matières premières de l’Université Paris Dauphine…
Sa mission, comme celle de tous les comités nationaux du World Energy Council, est de promouvoir la fourniture et l’utilisation durables de l’énergie pour le plus grand bien de tous.
Parmi ses publications, on trouve Revue de l’Énergie, revue  à comité de lecture, éditée depuis 1949, à l'interface des milieux académiques, industriels et politiques.  
2023 a marqué les 100 ans du Conseil français de l'énergie qui ont été célèbres à l’occasion d’un Forum du centenaire qui a réuni plus de 30 intervenants issus du monde public et privés, français et international, autour des enjeux d'accélération de la transition énergétique mondiale, dans une perspective équilibrée au sens du trilemme de l'énergie (sécurité énergétique, soutenabilité environnementale, équité énergétique). 
| Forme juridique       | Association reconnue d’utilité publique |
| Président             | Jean-Bernard Lévy |
| Secrétaire générale   | Marie-Line Vaiani |
| Site web              | Www.wec-france.org |
| Principales activités | - La représentation de la France dans toutes les activités internationales du Conseil Mondial de l’Énergie, notamment la préparation du Congrès Mondial de l’Énergie et la participation aux différentes études et travaux internationaux (World Energy Trilemma Index, Long-Term World Energy Scenarios, World Energy Pulse, World Energy Issue Monitor…) - L’organisation de groupes de réflexions, de dialogues et conférences autour des enjeux énergie et climat - La contribution aux débats énergétiques - La publication de La revue de l’énergie |